# Pains (distrito)
Pains é a atual denominação para o 3º distrito administrativo do município brasileiro de Santa Maria, no Rio Grande do Sul. Localiza-se na porção central do município. O distrito leva este nome porque nele está situado o bairro homônimo. A sede do distrito dista em 15 km do coração da cidade, a Praça Saldanha Marinho.
O distrito dos Pains possui uma área de 133,61 km² que equivale a 7,46% do município de Santa Maria que é de 1791,65 km².

## História
O 3º distrito de Santa Maria foi criado em 18 de junho de 1861 e sediado em São Pedro.
Mais tarde passou a estar sediada em Camobi, para só então em 1991, Pains sediar o distrito administrativo.
Com a criação do bairro Camobi, integrando-o ao Distrito da Sede, continuou existindo o Distrito de Camobi, que equivale, hoje, aos distritos de Arroio Grande e Pains. Arroio Grande se tornou distrito e para não ter o mesmo nome que o bairro da Sede: Camobi. Passou a se chamar Pains.